# Laura Vetterlein
Laura Vetterlein (Rheinfelden, 7 aprile 1992) è un'allenatrice di calcio ed ex calciatrice tedesca, di ruolo difensore, assistente allenatore del Basilea femminile.
Plurititolata, vestendo la maglia del Wolfsburg, nella stagione 2012-2013 ha ottenuto il treble campionato-Coppa-Champions League, ha inoltre vestito più volte la maglia delle nazionali giovanili, dall'Under-15 fino all'Under-20, conquistando il titolo di Campione d'Europa Under-17 nell'edizione 2009.
È la sorella minore di Alisa, anch'ella calciatrice di ruolo portiere ritirata nel 2015, con la quale ha condiviso le stagioni al Wolfsburg.

## Carriera

### Calciatrice

#### Club
Laura Vetterlein, che cresce con la famiglia a Rheinfelden, cittadina del land del Baden-Württemberg, si appassiona al calcio fin da giovanissima, seguendo la sorella come modello e giocando assieme a lei fin dall'inizio della carriera. All'età di cinque anni si tessera con il club locale del SV Nollingen, facendo tutta la trafila delle giovanili delle sue sezioni maschili dalla F-Jugend, passando dalle E-, D-, C- fino alla B-Jugend. Anche quando il club ha istituito una squadra femminile, ha continuato a giocare nella squadra maschile B-Jugend come centrocampista offensivo con un permesso speciale.
Dopo aver rifiutato un'offerta del Friburgo, che al tempo disputava la Baden-Württemberg-Liga, nell'estate 2008 di trasferisce al Saarbrücken, che nella stagione precedente era retrocesso in 2. Frauen-Bundesliga e aveva perso diverse giocatrici e alla sua prima stagione, a causa di una serie di infortuni occorsi a diverse giocatrici della sua squadra, viene ben presto schierata come titolare. Debutta con la nuova maglia in DFB-Pokal il 30 agosto, al primo turno di qualificazione dell'edizione 2008-2009, nel vittorioso incontro per 10-0 con il Template:Calcio femminile Limburg, condividendo in seguito con le compagne la conquista del primo posto nel girone Süd e il ritorno Frauen-Bundesliga dopo un anno di cadetteria. La squadra dopo aver raggiunto il 9º posto in classifica e conquistato la salvezza nel campionato 2009-2010, nella stagione successiva non riesce a essere altrettanto competitivo, chiudendo il campionato con 14 punti, a 5 dalla zona salvezza, e 11º posto in classifica con conseguente retrocessione.
Durante la sessione estiva di calciomercato trova un accordo con il Wolfsburg per la stagione entrante, dove gioca assieme alla sorella per due stagioni. Nel periodo in cui rimane legata alle Wölfinnen il tecnico Ralf Kellermann le lascia pochissimo spazio, maturando in quattro stagioni solamente 5 presenze in Bundesliga, 3 in Coppa e nessuna in UEFA Women's Champions League, ciò nonostante condivide con le compagne numerosi successi, due titoli in campione di Germania, due Coppe e due Champions League femminili. Oltre alla maglia della prima squadra indossa anche quella della formazione riserve (Wolfsburg II) maturando 12 presenze complessive in 2. Bundesliga.
Dopo quattro anni nel Wolfsburg in Bundesliga, nell'estate del 2015 si trasferisce al Sand con la compagna di club Jovana Damnjanović.

## Statistiche

### Presenze e reti nei club
Statistiche aggiornate al 31 maggio 2023.
| Stagione           | Squadra            | Campionato         | Campionato | Campionato | Coppe nazionali | Coppe nazionali | Coppe nazionali | Coppe continentali | Coppe continentali | Coppe continentali | Altre coppe | Altre coppe | Altre coppe | Totale | Totale |
| Stagione           | Squadra            | Comp               | Pres       | Reti       | Comp            | Pres            | Reti            | Comp               | Pres               | Reti               | Comp        | Pres        | Reti        | Pres   | Reti   |
| ------------------ | ------------------ | ------------------ | ---------- | ---------- | --------------- | --------------- | --------------- | ------------------ | ------------------ | ------------------ | ----------- | ----------- | ----------- | ------ | ------ |
| 2008-2009          | Saarbrücken        | 2BL                | 14         | 0          | CG              | 1               | 0               | -                  | -                  | -                  | -           | -           | -           | 15     | 0      |
| 2009-2010          | Saarbrücken        | BL                 | 21         | 0          | CG              | 2               | 0               | -                  | -                  | -                  | -           | -           | -           | 23     | 0      |
| 2010-2011          | Saarbrücken        | BL                 | 13         | 0          | CG              | 2               | 0               | -                  | -                  | -                  | -           | -           | -           | 15     | 0      |
| Totale Saarbrücken | Totale Saarbrücken | Totale Saarbrücken | 48         | 0          | -               | 5               | 0               | -                  | -                  | -                  | -           | -           | -           | 53     | 0      |
| 2011-2012          | Wolfsburg          | BL                 | -          | -          | CG              | 1               | 0               | -                  | -                  | -                  | -           | -           | -           | 1      | 0      |
| 2012-2013          | Wolfsburg          | BL                 | 4          | 1          | CG              | 2               | 0               | UWCL               | 0                  | 0                  | -           | -           | -           | 14     | 6      |
| 2013-2014          | Wolfsburg          | BL                 | 1          | 0          | CG              | 0               | 0               | UWCL               | 0                  | 0                  | -           | -           | -           | 14     | 6      |
| 2014-2015          | Wolfsburg          | BL                 | 0          | 0          | CG              | 0               | 0               | UWCL               | -                  | -                  | -           | -           | -           | 6      | 4      |
| Totale Wolfsburg   | Totale Wolfsburg   | Totale Wolfsburg   | 5          | 1          | -               | 3               | 0               | -                  | 0                  | 0                  | -           | -           | -           | 20     | 10     |
| 2015-2016          | Sand               | BL                 | 19         | 0          | CG              | 6               | 0               | -                  | -                  | -                  | -           | -           | -           | 25     | 0      |
| 2016-2017          | Sand               | BL                 | 8          | 1          | CG              | 3               | 0               | -                  | -                  | -                  | -           | -           | -           | 11     | 1      |
| 2017-2018          | Sand               | BL                 | 21         | 0          | CG              | 2               | 0               | -                  | -                  | -                  | -           | -           | -           | 23     | 0      |
| 2016-2017          | Sand               | BL                 | 15         | 0          | CG              | 1               | 1               | -                  | -                  | -                  | -           | -           | -           | 16     | 1      |
| Totale Sand        | Totale Sand        | Totale Sand        | 63         | 1          | -               | 12              | 1               | -                  | -                  | -                  | -           | -           | -           | 75     | 2      |
| 2019-2020          | West Ham           | FA WSL             | 13         | 1          | CI              | -               | -               | -                  | -                  | -                  | CL          | 4           | 1           | 17     | 2      |
| 2020-2021          | West Ham           | FA WSL             | 17         | 0          | CI              | 2               | 0               | -                  | -                  | -                  | CL          | 3           | 0           | 22     | 0      |
| Totale West Ham    | Totale West Ham    | Totale West Ham    | 27         | 1          | -               | 2               | 0               | -                  | -                  | -                  | -           | 7           | 1           | 36     | 2      |
| 2021-2022          | Zurigo             | WSL                | 14+4       | 4          | CS              | 5               | 2               | UWCL               | 2                  | 0                  | -           | -           | -           | -      | -      |
| 2022-2023          | Zurigo             | WSL                | 14+5       | 2+1        | CS              | 4               | 1               | UWCL               | 10                 | 2                  | -           | -           | -           | -      | -      |
| Totale Zurigo      | Totale Zurigo      | Totale Zurigo      | 37         | 7          | -               | 9               | 3               | -                  | 12                 | 2                  | -           | -           | -           | 58     | 12     |
| Totale carriera    | Totale carriera    | Totale carriera    | 180        | 10         | -               | 31              | 4               | -                  | 12                 | 2                  | -           | 7           | 1           | 230    | 17     |

## Palmarès

### Club

#### Competizioni nazionali
- Campionato tedesco di seconda divisione: 1

Saarbrücken: 2008-2009
- Campionato tedesco: 2

Wolfsburg: 2012-2013, 2013-2014
- Campionato svizzero: 2

Zurigo: 2021-2022, 2022-2023
- Coppa di Germania: 2

Wolfsburg: 2012-2013, 2014-2015
- Coppa Svizzera: 1

Zurigo: 2021-2022

#### Competizioni internazionali
- UEFA Women's Champions League: 2

Wolfsburg: 2012-2013, 2013-2014

### Nazionale
- Campionato d'Europa under 17: 1

2009